# Maria Beneta de Bragança
Maria Francesca Beneta de Bragança (Lisboa, 25 de juliol de 1746–18 d'agost de 1829) va ser una infanta de Portugal, princesa del Brasil pel seu matrimoni amb el seu nebot, Josep de Bragança, fill de Pere III.
Va néixer a Lisboa el 25 de juliol de 1746, com la més petita de les filles del rei Josep I de Portugal, llavors encara príncep del Brasil, i de la seva muller, la reina Maria Anna Victòria de Borbó.
Durant la seva joventut, es va pensar en casar-la amb l'emperador Josep II i els reis Ferran VI i Carles III d'Espanya. No obstant això, la van mantenir soltera fins als 31 anys, va decidir que es casés amb el seu net Josep, que va néixer el 1761. Finalment, el casament es va dur a terme el 21 de febrer de 1777 amb el seu nebot, fill de Pere III i de la seva germana, Maria I, que va ser príncep del Brasil i també duc de Bragança, i no van tenir descendència. A partir de la mort del seu espòs el 1788, als 27 anys, la infanta va passar a ser coneguda com «princesa vídua del Brasil».
La infanta va ser una persona culta i il·lustrada, va ser protectora de les arts i les lletres, i va ser fundadora de l'Hospital d'invàlids de Runa, que va ser sempre la seva obra predilecta. També va practicar la tècnica de pintura al pastel de forma amateur, es coneixen alguns exemples de la seva obra posteriors a 1800, entre els quals hi ha el retrat de Pere d'Alcàntara, príncep de Beira (1804), conservat al Palau d'Ajuda, tot i que es creu que podria haver-lo treballat abans d'aquesta data.
Fou molt ben considerada per la societat de l'època, i el 1807 es pensà en ella per exercir la regència del regne, però amb la marxa de la família reial al Brasil, el projecte va quedar sense efecte. Va morir a la capital portuguesa el 18 d'agost de 1829, i les seves restes van ser enterrades al monestir de Sant Vicenç de Fora.